# Danis (bướm)
Danis là một chi bướm ngày thuộc họ Lycaenidae.

## Các loài
- Danis absyrtus Felder & Felder 1859
- Danis albomarginata Rothschild, 1915
- Danis albostrigata Bethune-Baker, 1908
- Danis anaximens Fruhstorfer, 1907
- Danis annamensis Fruhstorfer, 1903
- Danis aryanus Grose-Smith, 1895
- Danis athanetus Fruhstorfer, 1915: syn. Danis melimnos ssp. athanetus
- Danis beata Röber, 1926 Ent. Mitt. 15 (5/6): 377
- Danis caelinus Grose-Smith
- Danis caesius Grose-Smith, 1894
- Danis caledonica Felder and Felder, 1865 syn. Danis schaeffera ssp. baladensis Holloway & Peters, 1976
- Danis carissima Grose-Smith & Kirby, 1895
- Danis coelinus Grose-Smith, 1898
- Danis concolor
- Danis coroneia Fruhstorfer, 1915: syn. Nacaduba coroneia (Fruhstorfer, 1915)
- Danis danis
- Danis dispar Grose-Smith & Kirby, 1895
- Danis dissimilis Joicey & Talbot, 1916 1916 Trans. Ent. Soc. Lond. 1916 (1): 76, pl. 3, f. 7 ♂, 8 ♀
- Danis drucei
- Danis ekeikei Bethune-Baker, 1908
- Danis esme Grose-Smith, 1894
- Danis glaucopis Grose-Smith, 1894
- Danis hamilcar Grose-Smith, 1894
- Danis hanno Grose-Smith, 1894
- Danis helga Grose-Smith, 1898
- Danis hengis Grose-Smith, 1897
- Danis hermes Grose-Smith, 1894
- Danis hermogenes Fruhstorfer, 1915: syn. Danis wallacei ssp. hermogenes
- Danis herophilus Fruhstorfer, 1915: syn. Danis danis ssp. herophilus
- Danis horsa Grose-Smith, 1898
- Danis intermedius Röber
- Danis irregularis Ribbe, 1899
- Danis karpaia Druce
- Danis lampros Druce, 1897
- Danis lamprosides Grose-Smith, 1898
- Danis latifascia (Rothschild, 1915): syn. Danis danis latifascia
- Danis lona Röber, 1927 Int. ent. Zs. 21 (14): 105
- Danis lygia
- Danis mamberanano Joicey & Talbot, 1916 Ann. Mag. Nat. Hist. (8) 17 (97): 82,
- Danis manto Grose-Smith & Kirby, 1896
- Danis melimnos H. H. Druce and Bethune-Baker, 1893
- Danis metrophanes Fruhstorfer, 1915: syn. Danis wallacei ssp. metrophanes
- Danis moutoni Ribbe, 1899: syn. Danis hanno ssp. moutoni
- Danis occidentalis (Röber, 1926): syn. Danis danis occidentalis
- Danis olga Grose-Smith, 1808
- Danis oribasius Fruhstorfer, 1915: syn. Danis perpheres ssp. oribastus
- Danis panatius Fruhstorfer, 1915: syn. Danis danis ssp. panatius
- Danis peri Grose-Smith, 1894
- Danis philocrates Fruhstorfer, 1915: syn. Danis danis ssp. philocrates
- Danis phoibides Fruhstorfer, 1915: syn. Danis danis ssp. phoibides
- Danis phroso Grose-Smith, 1897
- Danis piepersi Snellen, 1878
- Danis plateni Grose-Smith & Kirby, 1896
- Danis plotinus Grose-Smith & Kirby, 1896
- Danis proedrus Fruhstorfer, 1915: syn. Danis danis ssp. proedrus
- Danis pseudochrania Röber
- Danis pseudochromia Ribbe, 1899: syn. Danis hamilcar ssp. pseudochromia, Nacaduba cyanea hamilcar Grose-Smith, 1894.
- Danis regalis
- Danis reverdini Fruhstorfer, 1915
- Danis rosselana Bethune-Baker, 1908
- Danis sakitatus Ribbe, 1926: syn. Danis piepersi ssp. sakitatus
- Danis salamandri Semper
- Danis scarpheia Fruhstorfer, 1915: syn. Danis melimnos ssp. scarpheia
- Danis schaeffera (Eschscholtz, 1821)
- Danis sebae
- Danis smaragdus Grose-Smith
- Danis sophron Fruhstorfer, 1915: syn. Danis danis ssp. sophron
- Danis soranus Fruhstorfer, 1915: syn. Danis schaeffera ssp. soranus
- Danis stephani Grose-Smith & Kirby, 1896
- Danis subsuleima Strand, 1929: syn. Danis danis ssp. latifascia Rothschild, 1915
- Danis suleima Grose-Smith, 1898: syn. Danis danis suleima (Grose-Smith)
- Danis supous Druce & Bethune-Baker, 1893
- Danis thinophilus Toxopeus, 1930: syn. Dani danis ssp. thinophilus
- Danis triopus De Nicéville, 1898
- Danis valestinax Fruhstorfer, 1915: syn. Danis peri ssp. valestinax, Perpheres perpheres valestinax Fruhstorfer, 1915
- Danis wallacei
- Danis vidua Grose-Smith & Kirby, 1895
- Danis wollastoni Rothschild, 1917 in Rothschild & Durrant, Lep. B.O.U. Exp. New Guinea: 31
- Danis zainis Fruhstorfer, 1915: syn. Danis wallacei ssp. zainis
- Danis zuleika Grose-Smith, 1898

## Hình ảnh

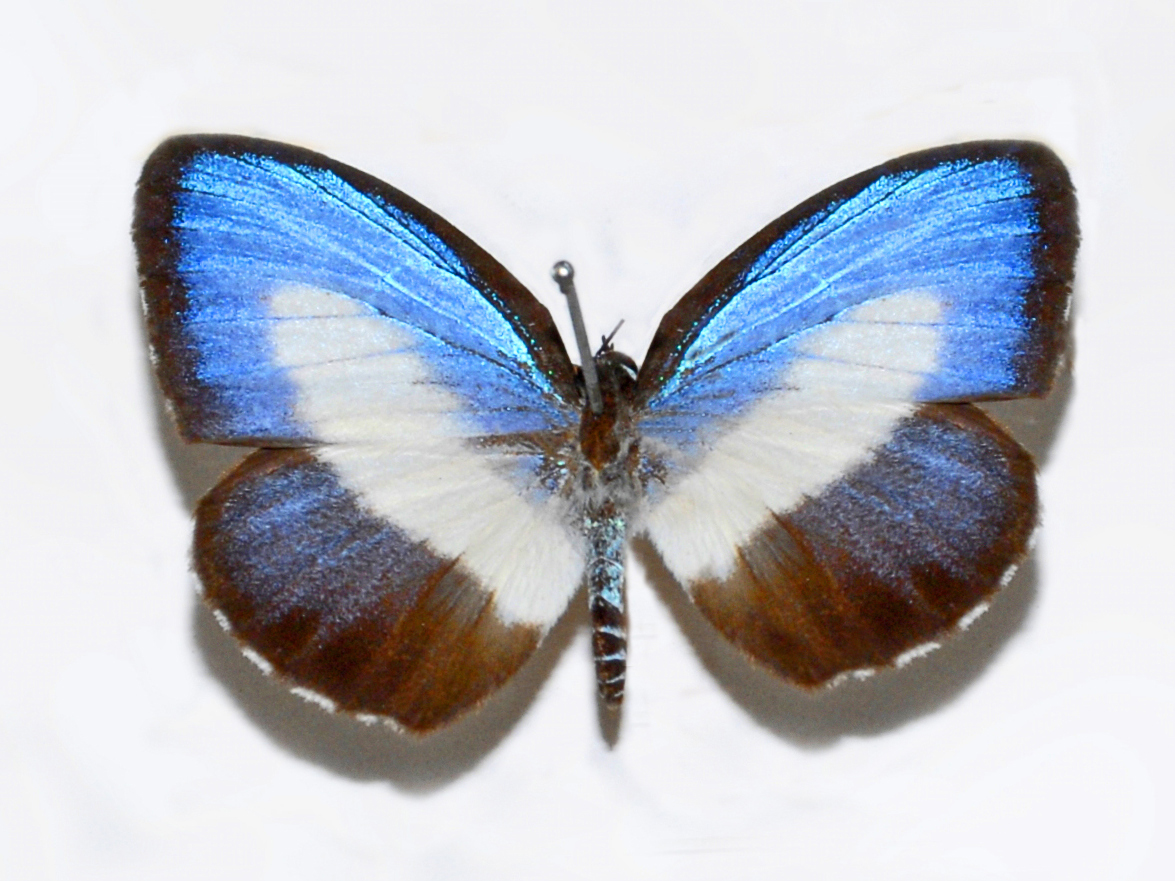